# اتفاقية سانت جان دي مورين
 اتفاقية سانت جان دي مورين  هي اتفاقية وقّعتها فرنسا وإيطاليا والمملكة المتحدة في سانت جان دي مورين في 26 أبريل 1917، وتم تفعيلها في الفترة من 18 أغسطس - 26 سبتمبر 1917. وقد تمت صياغته من قبل وزارة الخارجية الإيطالية إلى اتفاق مبدئي لتسوية مصالح الدول الثلاث في الشرق الأوسط. كان التفاوض والتوقيع على الاتفاقية بين وزير الخارجية الإيطالي البارون سيدني سونينو، مع رؤساء وزراء إيطاليا وبريطانيا وفرنسا. لم تشارك روسيا في هذا الاتفاق نظراً لحالة الفوضى التي عمّتها (انظر الثورة الروسية (1917)). دعا الحلفاء إلى هذا الاتفاق، الحاجة إلى تأمين القوات الإيطالية في منطقة الشرق الأوسط. كان الهدف هو تحقيق التوازن في القوة العسكرية في مسرح أحداث الشرق الأوسط خلال الحرب العالمية الأولى بعد انسحاب قوات روسيا القيصرية وبسبب حملة القوقاز، وإن كانت استبدلت بما يسمى قوات جمهورية أرمينيا الديموقراطية.

## خلفية تاريخية
التقى ممثلو كل من بريطانيا العظمى وفرنسا وروسيا وإيطاليا في لندن للتوقيع على اتفاق ينص على دخول إيطاليا الحرب. لكن خلال اتفاقية لندن، لم يقرر موقف الإيطاليين في الشرق الأوسط. لكن الاتفاقية قررت أنه إذا تم تقسيم الدولة العثمانية يجب أن تحصل إيطاليا على «حصة عادلة» في «منطقة أضنة»، وستحدد حدود هذا الاحتلال في وقت لاحق.

## تطبيق الاتفاق
بموجب «اتفاقية سانت جان دي مورين» ستخصص منطقة أضنة لفرنسا، بينما سيخصص ما تبقى من جنوب غرب الأناضول لإيطاليا، بما في ذلك أزمير. وفي عام 1919، طلب رئيس الوزراء اليوناني إلفثيريوس فينيزيلوس الإذن من مؤتمر السلام بباريس لتحتل اليونان أزمير، متجاهلة هذه الاتفاقية رغم المعارضة الإيطالية.